# 新浜站
新浜站是一个沪昆铁路上的铁路车站，位于上海市松江区新浜镇。
建于1908年，目前为四等站，邮政编码为201605。目前已经废弃。